# Donostia Arena 2016
El Donostia Arena 2016 o la plaza de toros Illumbe es la plaza de toros de la ciudad de San Sebastián, España. Tiene capacidad para 10754 espectadores y está considerada como plaza de 1.ª Categoría.

## Antecedentes
La ciudad ha tenido a lo largo de su historia hasta 12 cosos. La primera de ellas, San Martín, se inauguró el 16 de agosto de 1851, y tenía una capacidad de 8.000 localidades, con tendido desmontable a fin de que fuera multiusos. En 1870, en el mismo solar, se construyó con madera un nuevo anfiteatro con capacidad para 9.000 espectadores, quedando destruida por un voraz incendio en 1878. Para celebrar el final de la guerra civil el 16 de julio de 1876, se inauguró la reconstruida plaza en madera, procediéndose a su reforma en 1882, tras un incendio. La última modificación ya con materiales de hierro y mampostería, se inició en 1888, dotándola de una capacidad para 10 000 espectadores. La llamada El Chofre, se situó entre la carretera de Pasajes y la playa de Zurriola, iniciando su actividad taurina el 9 de agosto de 1903, lidiándose nueve toros de Ibarra, por los matadores, Mazzantini, Bomba, Montes y Lagartijo Chico. El actual coso de Illumbe se inauguró en 1998 (2 años después se cubriría), y ahora también se utiliza como un recinto multiusos situado en la zona deportiva de Anoeta en San Sebastián, (Guipúzcoa). Lugar en el que juega sus partidos el Gipuzkoa Basket.

## Historia
Tras 25 años sin toros en la capital guipuzcoana, Illumbe, se inauguró el 11 de agosto de 1998 catalogada como Plaza de 1ª categoría. Pionera en comodidad, es un espacio multiusos que cuenta con una cubierta móvil que, en teoría, permitiría celebrar cualquier tipo de espectáculo durante todo el año.
Cuenta con casi 11.000 localidades distribuidas en 10 tendidos.  
La actividad principal de las corridas de toros en Illumbe se desarrollan en torno a la Semana Grande Donostiarra, motivo por el que se creó, aunque durante varios años también se han organizado algunos pocos festejos fuera de feria como los certámenes internacionales de novilleros y la corrida de regatas. Actualmente siguen celebrándose corridas de toros en su interior con motivo de la Semana Grande de San Sebastián.
Su utilización inicial se basaba en las corridas de toros, pero con el paso del tiempo se ha ampliado su oferta, con conciertos de música, freestyle de motos, partidos de baloncesto y otros eventos deportivos, recortadores, etc..